# 블샤니
블샤니(체코어: Blšany, 독일어: Flöhau bei Podersam 플뢰하우바이포데르잠[*])는 체코 우스티주에 위치한 도시로 면적은 36.4km2, 높이는 199m, 인구는 954명(2006년 10월 2일 기준), 인구 밀도는 26명/km2이다.

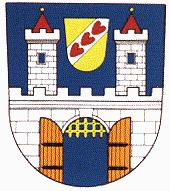
시 문장